# Seuneugok (Johan Pahlawan)
Seuneugok (Seuneubok) is een bestuurslaag in het regentschap Aceh Barat van de provincie Atjeh, Indonesië. Seuneugok (Seuneubok) telt 5033 inwoners (volkstelling 2010).